# Т-220
Т-220 — советский промышленный трактор, не пошедший в серийное производство. 
Наряду с Т-330 и  Т-500 принадлежал семейству машин с передним расположением кабины; работы над семейством начались на Челябинском тракторном заводе в конце 1950-х годов, и изначально Т-220 являлся базовой моделью, но из-за невостребованности и переключения на более перспективный Т-330 так и не дошёл до государственных испытаний. Изготовлен в количестве трёх опытных экземпляров.
Основной проблемой являлась излишняя масса трактора (для данного тягового класса, подразумевавшегося мощностью двигателя в 220 л. с.), вызванная унификацией по ряду агрегатов с более мощными моделями. Этот и ряд других недостатков показали несостоятельность всей серии (именно как серии) максимально унифицированных тракторов с таким разбросом мощностей и тяговых классов (от 220  до 500 л. с.).